# Джеджея, Ленти Бардгуевна
Ленти Бардгуевна Джеджея (1919 год, село Пирвели Гали, Сухумский округ, Грузинская демократическая республика — неизвестно, село Пирвели Гали, Гальский район, Абхазская АССР, Грузинская ССР) — звеньевая колхоза имени Сталинской Конституции Гальского района, Абхазская АССР, Грузинская ССР. Герой Социалистического Труда (1948).

## Биография
Родилась в 1919 году в крестьянской семье в селе Пирвели Гали Сухумского округа. Младшая сестра Чаки Бардгуевича Джеджея.
После окончания местной сельской школы трудилась в колхозе имени Сталинской Конституции Гальского района, председателем которого был Константин Дитоевич Чеминава. В послевоенные годы возглавляла комсомольско-молодёжное полеводческое звено в этом же колхозе.
В 1947 году звено под её руководством собрало в среднем с каждого гектара по 77,53 центнера кукурузы на участке площадью 3 гектара и с остальной площади, закреплённой за её звеном, было собрано в среднем по 35 центнеров кукурузы с каждого гектара. Указом Президиума Верховного Совета СССР от 21 февраля 1948 года удостоена звания Героя Социалистического Труда за «получение высоких урожаев кукурузы и пшеницы в 1947 году» с вручением ордена Ленина и золотой медали «Серп и Молот» (№ 728).
Этим же указом званием Героя Социалистического Труда были награждены труженики колхоза имени Сталинской Конституции бригадиры Чака Бардгуевич Джеджея, Бага Яковлевич Какачия, Пармен Кочоевич Саруа, звеньевые Владимир Согратович Джгереная, Леонтий Муразович Езугбая, Кванта Дзакаевич Какава, Джоджо Пехвович Микая и Ражден Степанович Саруа.
После выхода на пенсию проживала в родном селе Пирвели Гали. Дата смерти не установлена.